# NGC 5613
NGC 5613 је спирална галаксија у сазвежђу Волар која се налази на NGC листи објеката дубоког неба.
Деклинација објекта је + 34° 53' 33" а ректасцензија 14h 24m 5,9s. Привидна величина (магнитуда) објекта NGC 5613 износи 14,3 а фотографска магнитуда 15,2. NGC 5613 је још познат и под ознакама UGC 9228, MCG 6-32-21, VV 77, ARP 178, NPM1G +35.0310, PGC 51433.